# Tantilla coronadoi
Tantilla coronadoi – gatunek ryjącego w ziemi węża z rodziny połozowatych (Colubridae). Endemit Meksyku.

## Systematyka
Współczesna systematyka zalicza ten gatunek do rodziny połozowatych. Nie uległa ona w przeciągu ostatnich lat dużym zmianom. Starsze źródła również umieszczają go w tej samej rodzinie Colubridae, choć używana jest tutaj polska nazwa wężowate czy też węże właściwe, zaliczanej do infrapodrzędu Caenophidia, czyli węży wyższych. W obrębie rodziny rodzaj Tantilla wchodzi w skład podrodziny Colubrinae.

## Rozmieszczenie geograficzne
Łuskonośny ten żyje w Meksyku, na położonych od strony Oceanu Spokojnego stokach środkowego stanu Guerrero. Odnotowano jego obecność w dwóch różnych lokalizacjach. Tereny te położone są na wysokościach pomiędzy 1402 i 1524 m n.p.m.
Siedliskiem tego gada jest las tropikalny zrzucający liście na zimę. Tereny te, niechronione prawnie, służą jako miejsce wypasu zwierząt udomowionych przez człowieka. Podobnie jak choćby inny gatunek z tego samego rodzaju, Tantilla cascadae, T. coronadoi wykazuje przystosowania do ziemnego trybu życia.

## Status zagrożenia i ochrona
Gatunek jest znany jedynie z 12 okazów złowionych w dwóch lokalizacjach.
Meksykańskie prawodawstwo zalicza gatunek do kategorii Pr (Special Protection).